# Drosophila simulans
Drosophila simulans este o specie de muște din genul Drosophila, familia Drosophilidae, descrisă de Sturtevant în anul 1919. Conform Catalogue of Life specia Drosophila simulans nu are subspecii cunoscute.